# 名古屋市立東陵中学校
名古屋市立東陵中学校（なごやしりつ とうりょうちゅうがっこう）は、愛知県名古屋市緑区にある市立の中学校。

## 概要
1973年（昭和48年）4月に、鳴海中学校より分離し設立された。
私立中学校への進学者等を除き、名古屋市立東丘小学校と名古屋市立太子小学校を卒業した生徒が進学する。
漫画家の江川達也が、5ヶ月間ではあるが教員として数学講師で勤務しており、教鞭をとっていた。江川の漫画『BE FREE!』でモデルになったとも言われる｡

## 部活動
かつてはハンドボール、バスケットボールなどの部活動が名古屋市の強豪校であり、特にハンドボール部は全国大会に出場するレベルであった。しかし顧問不在によりバスケットボール部、バレーボール部などが廃部になり部活動の数が一時極端に減少した。
その後2010年（平成22年）に合唱部が、2011年（平成22年）に技術部、美術部が新設された。さらに先述のバレーボール部が再設された。2014年（平成26年）に合唱部が顧問不在により廃部となった。
また、その後、珍しく「ジャズ」を中心とする音楽部、藝術探究部が新設された。

### 運動部
- 野球部
- 卓球部
- ソフトテニス部
- 剣道部
- サッカー部
- バレーボール部

部活動はすべてで男女の入部が可能である。

### 文化部
- 音楽部
- イラストレーション部
- 藝術探究部

## 主な出身者
- 佐藤仁美 - 女優
- 奥ゆり - ファッションモデル、タレント
- 今村彩子 - 映画監督（2年2学期に名古屋聾学校へ転校）[2][3]
- 田中健大 - 声優、俳優